# Autoincremento e autodecremento
Nel C e in alcuni linguaggi di programmazione da esso derivati (come C++, Java e C#), l'autoincremento è l'aumento di 1 del valore di una variabile, mentre l'autodecremento è la diminuzione di 1 del valore di una variabile.
Per esempio:
```
int
 
a
;
 
// "a" è una variabile di tipo intero

a
 
=
 
a
 
+
 
1
;
 
// questo è l'autoincremento

a
 
=
 
a
 
-
 
1
;
 
// questo è l'autodecremento

```

L'operazione di autoincremento in molti linguaggi può anche essere scritta in uno dei due modi che seguono:
```
++
a
;
 
// versione prefissa

a
++
;
 
// versione suffissa

```

L'operazione di autodecremento può anche essere scritta così:
```
--
a
;
 
// versione prefissa

a
--
;
 
// versione suffissa

```

Le 2 versioni prefissa e suffissa non sono in generale equivalenti:
- nel primo caso, prima viene fatto l'incremento e poi viene valutata l'espressione;
- nel secondo caso, prima viene valutata l'espressione, e poi viene incrementata.

Se l'espressione è usata solo come istruzione, come negli esempi sopra, l'effetto è lo stesso nei due casi, ma se il valore risultante è utilizzato in un'espressione più ampia i due casi manifestano la loro diversità. Per esempio:
```
int
 
a
 
=
 
5
;
 
// la variabile a viene inizializzata al valore 5

int
 
b
 
=
 
--
a
;
 
// la variabile b viene inizializzata al valore decrementato di a, cioè 4

// Arrivati a questo punto, a vale 4 e b vale 4

int
 
c
 
=
 
5
;
 
// la variabile c viene inizializzata al valore 5

int
 
d
 
=
 
c
--
;
 
// la variabile d viene inizializzata al valore attuale di c, cioè 5, e poi c viene decrementata

// Arrivati a questo punto, c vale 4 ma d vale 5

```

Questa sintassi viene utilizzata spesso nei cicli for e while per far scorrere l'indice di riferimento.
In C e C++, l'autoincremento può essere usato anche per sfruttare l'aritmetica dei puntatori oppure per passare da un elemento al successivo in una collezione di elementi mediante un iteratore. Infatti, incrementare di 1 un puntatore equivale a spostarlo all'elemento successivo di un array.
In alcuni dialetti SQL, un linguaggio di definizione, interrogazione e alterazione di data base, la keyword AUTO_INCREMENT o AUTOINCREMENT (autoincremento) indica un campo numerico il cui valore, se non diversamente indicato in fase di inserimento di un record, è automaticamente inizializzato al primo intero maggiore dell'ultimo valore assegnato a quel campo nel record precedente. In questo modo è possibile assegnare un numero univoco e crescente ai record inseriti in una tabella.